# 埃斯特雷拉
埃斯特雷拉是巴西南大河州的一个市镇。总面积184.178平方公里，总人口29153人，人口密度158.3人/平方公里。